# Morpurgovo knihkupectví ve Splitu
Knihkupectví Morpurgo ve Splitu, (chorvatsky Knjižara Morpurgo u Splitu) je historický objekt a knihkupectví založené v roce 1860. Nachází se v jedné z budov na Národním náměstí č. 16 v chorvatském Splitu. Objekt je chráněn jako nemovitý kulturní statek.

## Dějiny
Knihkupectví Morpurgo na splitské Pjace (Národním náměstí) má zvláštní kulturní význam v dějinách Splitu.
Knihkupectví založil v letech 1860 - 1861 splitský židovský podnikatel Vid Morpurgo (1837 - 1891), který převzal knihkupectví po splitském podnikateli Petaru Savovi, kde byl předtím zaměstnán jako středoškolský student. Obchod se nacházel nejprve v prvním patře domu na Pjace a během 60. let 19. století se přestěhoval do přízemí, kde sídlí dodnes.
Dnešní dřevěný vstup a výloha knihkupectví v secesním stylu vycházejí ze starých secesních dveří z počátku 20. století, jejichž podoba se dochovala na starých fotografiích.
Jako vydavatel a majitel knihkupectví měl Morpurgo velký vliv na úspěch Lidové strany ve Splitu. Knihkupectví bylo místem setkávání splitských národovců a intelektuálů, kteří si vždy cenili kvality nabídky knihkupectví ve Splitu, a tento status si udrželo dodnes.

## Ochrana
Díky výjimečnému významu v kulturních, sociálních a politických dějinách Splitu a nepřetržité kontinuitě činnosti od druhé poloviny 19. století až do současnosti je prostor a účel knihkupectví Morpurgo je objekt chráněn jednotlivě jako nemovitý kulturní statek pod označením Z-6234, v právním statutu chráněné kulturní statky, klasifikované jako "světské architektonické dědictví".